# Gary Player
Gary Player (* 1. listopadu 1935, Johannesburg) je bývalý jihoafrický profesionální golfista. Na PGA Tour si za svou kariéru připsal 24 vítězství. Z grandslamových turnajů (či též tzv. majorů) třikrát vyhrál Masters Tournament (1961, 1974, 1978), jednou US Open (1965), třikrát The Open Championship (1959, 1968, 1974) a dvakrát PGA Championship (1962, 1972). Byl třetím golfistou historie (po Gene Sarazenovi a Benu Hoganovi), který dosáhl kariérního profesionálního grandslamu. Roku 1961 se stal peněžním vítězem PGA Tour a stal se tak prvním Neameričanem, kterému se to podařilo. Roku 1974 byl uveden do mezinárodní golfové síně slávy. Navrhl více než 300 golfových hřišť. Má přezdívku Černý rytíř nebo Mr. Fitness.